# Érica Lonigro
Érica Noelia Lonigro (* 6. Juli 1994 in Rosario, Santa Fe) ist eine argentinische Fußballspielerin.

## Karriere

### Klub
Nach einer Zeit in Paraguay wechselte sie im Februar 2022 wieder in ihr Heimatland und schloss sich hier River Plate an.

### Nationalmannschaft
Bei der argentinischen A-Nationalmannschaft hatte sie ihr Debüt im Jahr 2021, wo sie in ein paar Freundschaftsspielen zum Einsatz kam. Danach gehörte sie auch zur Mannschaft bei der Copa América 2022, wo sie insgesamt auf vier Kurzeinsätze kam und im Gruppenspiel gegen Peru ein Tor erzielte. Durch das Erreichen des dritten Platzes qualifizierte sich ihre Mannschaft direkt für die Weltmeisterschaft 2023.